# Silver Creek (Nebraska)
Silver Creek is een plaats (village) in de Amerikaanse staat Nebraska, en valt bestuurlijk gezien onder Merrick County.

## Demografie
Bij de volkstelling in 2000 werd het aantal inwoners vastgesteld op 441. In 2006 is het aantal inwoners door het United States Census Bureau geschat op 421, een daling van 20 (-4,5%).

## Geografie
Volgens het United States Census Bureau beslaat de plaats een oppervlakte van 0,7 km², geheel bestaande uit land. Silver Creek ligt op ongeveer 483 m boven zeeniveau.

## Plaatsen in de nabije omgeving
De onderstaande figuur toont nabijgelegen plaatsen in een straal van 20 km rond Silver Creek.